# Hiroyuki Abe
Hiroyuki Abe (阿部 浩之?, Abe Hiroyuki; Nara, 5 luglio 1989) è un ex calciatore giapponese, di ruolo centrocampista.

## Carriera

### Club
Nel 2012 fa il suo esordio con il Gamba Osaka, mettendo a segno 2 gol in 18 partite nella massima serie giapponese ed un gol in 2 partite in AFC Champions League. L'anno seguente gioca invece 30 partite nella seconda serie giapponese, contribuendo con 5 gol al ritorno della squadra in massima serie, categoria in cui gioca poi ancora altre 30 partite e segnando 7 reti. Nello stesso anno vincono, oltre alla Coppa Yamazaki Nabisco, anche il campionato dopo aver superato all'ultima partita gli Urawa Reds di un punto.

### Nazionale
Nel 2017 ha giocato 3 partite con la nazionale giapponese.

## Statistiche

### Cronologia presenze e reti in nazionale
| Cronologia completa delle presenze e delle reti in nazionale ― Giappone | Cronologia completa delle presenze e delle reti in nazionale ― Giappone | Cronologia completa delle presenze e delle reti in nazionale ― Giappone | Cronologia completa delle presenze e delle reti in nazionale ― Giappone | Cronologia completa delle presenze e delle reti in nazionale ― Giappone | Cronologia completa delle presenze e delle reti in nazionale ― Giappone | Cronologia completa delle presenze e delle reti in nazionale ― Giappone | Cronologia completa delle presenze e delle reti in nazionale ― Giappone |
| Data                                                                    | Città                                                                   | In casa                                                                 | Risultato                                                               | Ospiti                                                                  | Competizione                                                            | Reti                                                                    | Note                                                                    |
| ----------------------------------------------------------------------- | ----------------------------------------------------------------------- | ----------------------------------------------------------------------- | ----------------------------------------------------------------------- | ----------------------------------------------------------------------- | ----------------------------------------------------------------------- | ----------------------------------------------------------------------- | ----------------------------------------------------------------------- |
| 9-12-2017                                                               | Chōfu                                                                   | Giappone                                                                | 1 – 0                                                                   | Corea del Nord                                                          | Coppa dell'Asia orientale 2017                                          | -                                                                       | 81’                                                                     |
| 12-12-2017                                                              | Chōfu                                                                   | Giappone                                                                | 2 – 1                                                                   | Cina                                                                    | Coppa dell'Asia orientale 2017                                          | -                                                                       | 82’                                                                     |
| 16-12-2017                                                              | Chōfu                                                                   | Giappone                                                                | 1 – 4                                                                   | Corea del Sud                                                           | Coppa dell'Asia orientale 2017                                          | -                                                                       | 81’                                                                     |
| Totale                                                                  |                                                                         | Presenze                                                                | 3                                                                       |                                                                         | Reti                                                                    | 0                                                                       |                                                                         |

## Palmarès

### Club

#### Competizioni nazionali
- J2 League: 1

Gamba Osaka: 2013
- Coppa J. League: 3

Gamba Osaka: 2014
Kawasaki Frontale: 2019
Nagoya Grampus: 2021
- Campionato giapponese: 3

Gamba Osaka: 2014
Kawasaki Frontale: 2017, 2018
- Coppa dell'Imperatore: 2

Gamba Osaka: 2014, 2015
- Supercoppa del Giappone: 2

Gamba Osaka: 2015
Kawasaki Frontale: 2019